# Jacques Doillon
Pour les articles homonymes, voir Doillon.
Ne doit pas être confondu avec Jacques Drillon.
Jacques Doillon est un réalisateur, producteur et scénariste français né le 15 mars 1944 dans le 20e arrondissement de Paris. Actif depuis les années 1970, il a réalisé une trentaine de films, dont Les Doigts dans la tête (1974), La Femme qui pleure (1979), La Drôlesse (1979) et Ponette (1996).
Nommé deux fois aux Césars dans la catégorie de la meilleure réalisation et deux fois pour la meilleure adaptation, il a notamment reçu le Prix Louis-Delluc en 1990 pour Le Petit Criminel.
En 2024, il est accusé par plusieurs actrices, et notamment par Judith Godrèche, de viols, d’agressions et de harcèlement sexuels, pour des faits qui se seraient déroulés entre les années 1980 et 2010.

## Biographie

### Famille
Jacques Doillon naît le 15 mars 1944 à Paris dans une famille modeste : son père est comptable, sa mère standardiste. Élève au lycée Voltaire à Paris, il fréquente le ciné-club animé par le professeur de littérature Henri Agel.

### Carrière
Jacques Doillon commence comme monteur, notamment sur des documentaires tels que Paris-secret d'Édouard Logereau en 1965 et Paris top secret de Pierre Roustang en 1969. En 1973, il réalise son premier long métrage L'An 01 d'après la bande dessinée de Gébé (la partie Afrique est réalisée par Jean Rouch et la partie à New York par Alain Resnais).
En 1994, il s'inspire de l'histoire de Germaine de Staël et Benjamin Constant pour réaliser un long métrage de cinéma Du fond du cœur et une version longue en douze épisodes pour la télévision Germaine et Benjamin.
En 2013, le festival du film de Belfort - Entrevues lui consacre une rétrospective.
En 2019, il parraine la troisième édition du festival Films courts de Dinan. L'événement lui consacre une rétrospective avec la projection spéciale de Ponette.
En février 2024, à la suite des accusations sexuelles à son encontre, Jacques Doillon est écarté de la présidence du jury du festival Viva il cinéma ! à Tours.

### Vie privée
De son couple avec Noëlle Boisson, monteuse, est née la réalisatrice Lola Doillon en 1975. Il vit ensuite avec Jane Birkin de 1980 à 1992, avec laquelle il a, en 1982, l'actrice et chanteuse Lou Doillon. Il est aussi le père de Lili (1995), dont la mère est Brune Compagnon. De sa relation avec la réalisatrice Amélie van Elmbt (devenue depuis Joe Rohanne) naîtra ensuite Lina Doillon ( en décembre 2010). À l’été 2012, Amélie van Elmbt quitte Jacques Doillon.  
Jacques Doillon a aussi un fils, Lazare Doillon-Tencer (2016), dont la mère est Marianne Doillon-Tencer.

## Accusations de viol et d'agressions sexuelles
Pour un article plus général, voir Violences sexuelles et sexistes dans le cinéma français.
Déclenché par la plainte pour viol déposée par Judith Godrèche, un mouvement de témoignages contre Jacques Doillon apparaît dans les médias.
Quelques jours après la déposition de Judith Godrèche, les actrices Isild Le Besco et Anna Mouglalis accusent à leur tour Doillon d'agression et de harcèlement sexuels dans une enquête du journal Le Monde, pour des faits advenus respectivement en 2000 et en 2011.
La brigade de protection des mineurs recueille d'autres plaintes, qui aboutissent le 1er juillet à la mise en garde à vue du cinéaste. Il est relâché sans poursuites le lendemain pour « raisons médicales » mais le parquet de Paris se réserve le droit d’apprécier « le périmètre et les modalités des suites à donner » aux plaintes déposées contre lui pour viols et tentatives de viol,.

### Accusation de Judith Godrèche
Le 6 février 2024, la comédienne Judith Godrèche dépose une plainte contre Jacques Doillon pour viol sur mineur de 15 ans par personne ayant autorité. Le cinéaste est accusé de l'avoir violée en marge et au cours du tournage de La Fille de 15 ans. Selon la déposition de Judith Godrèche, les faits se sont déroulés « dans la maison de Jane Birkin (la compagne du cinéaste à l'époque), et plus précisément dans le bureau de Jacques Doillon. » La déposition est enregistrée le 6 février par la brigade de protection des mineurs de la police judiciaire de Paris. Dans une réponse publiée le 9 février, Jacques Doillon dénonce des enquêtes « non contradictoires » et répond sur les différents points soulevés.
En avril 2024, Jacques Doillon réitère ses réfutations dans Le Parisien. Sur l'âge de l'actrice lors de la commission des faits, sur la scène de sexe de La Fille de 15 ans, dont : le nombre de prises, le motif du remplacement de l'acteur par lui-même, la présence de la scène dans le scénario,.

### Autres accusations et témoignage
À partir de 2009, Jacques Doillon âgé de 65 ans, a une relation avec Joe Rohanne qui a 22 ans. Cette dernière le quitte en 2012. Elle porte plainte en 2024 en mentionnant trois viols, des coups et blessures, et des violences psychologiques.
Hélène M. a 15 ans quand elle fait la connaissance de Jacques Doillon, alors âgé de 51 ans. À l'âge de 16 ans, elle indique dans son journal intime « Vers les 20 heures, je me suis fais [sic] sodomiser pour la première fois de ma vie par Jacques Doillon. C’était douloureux et peu agréable ». Elle dépose plainte pour faits de viol et agression sexuelle sur mineur de plus de quinze ans par personne ayant autorité en mars 2024.
L'actrice Aurélie Le Roc’h dépose plainte en février 2024, pour « tentative de viol ». Elle affirme qu'en 1998, alors qu'elle est âgée de 21 ans et travaille sur le film Petits Frères de Jacques Doillon, le réalisateur tente de lui imposer une relation sexuelle .
La chroniqueuse, femme de lettres et professeur Mara Goyet raconte dans un livre intitulé Jeu cruel le climat incestueux et les violences prévalant sur le tournage du film La vie de famille en 1984, alors qu’elle était âgée de dix ans, et souligne le traumatisme qui s'est ensuivi pour elle. Elle qualifie Jacques Doillon de « figure perverse ». 

### Conséquences
Le 27 février 2024 la société de production reporte la sortie en salles du dernier film du réalisateur, prévue le 27 mars 2024, après l'avoir un temps maintenue, .
En décembre 2024, Jacques Doillon est convoqué par deux juges d’instruction à la brigade de protection des mineurs et placé sous le statut de témoin assisté.

## Style
Ses films, intimistes et personnels, proposent une réflexion sur l'enfance, la frustration, le tourment, la complexité du sentiment et le rapport de classe. Son œuvre se caractérise principalement par des récits linéaires et ténus, marqués par une grande tendresse pour les personnages en perdition et fait le choix récurrent d'espaces clos et de décors naturels, réduits au strict minimum. On note par ailleurs des dialogues foisonnants et des plans inscrits ostensiblement dans la durée.[réf. nécessaire]
Le critique de cinéma Éric Neuhoff  évoquant l'ensemble de son œuvre écrit le 16 février 2024 « se replonger dans (sa) filmographie est une punition », et décrit Doillon comme « illustrant le cinéma d'auteur jusqu'à la caricature », « braillard et sentencieux, verbeux et brouillon », ayant « élevé l'ennui au niveau des beaux-arts ». Un cinéma « prétentieux », « narcissique », et des histoires de « touche-pipi », d'incestes, d'hommes mûrs couchant avec de jeunes adolescentes.

## Filmographie

### Cinéma

#### Longs métrages
- 1973 : L'An 01[21]
- 1974 : Les Doigts dans la tête
- 1975 : Un sac de billes
- 1979 : La Femme qui pleure
- 1979 : La Drôlesse
- 1981 : La Fille prodigue
- 1984 : La Pirate
- 1985 : La Vie de famille
- 1985 : La Tentation d'Isabelle
- 1986 : La Puritaine
- 1987 : L'Amoureuse
- 1987 : Comédie !
- 1989 : La Fille de 15 ans
- 1990 : La Vengeance d'une femme
- 1990 : Le Petit Criminel
- 1992 : Amoureuse
- 1993 : Le Jeune Werther
- 1994 : Du fond du cœur
- 1996 : Ponette
- 1998 : Trop (peu) d'amour
- 1999 : Petits Frères
- 2001 : Carrément à l'ouest
- 2003 : Raja
- 2008 : Le Premier venu
- 2010 : Le Mariage à trois
- 2012 : Un enfant de toi
- 2013 : Mes séances de lutte
- 2017 : Rodin
- 2024 : CE2[22]

#### Distinctions

##### Prix
- 1990 : Prix Louis-Delluc pour Le Petit Criminel

##### Nominations
- 1980 : César de la meilleure réalisation pour La Drôlesse
- 1980 : César du meilleur scénario original ou adaptation pour La Drôlesse
- 1991 : César de la meilleure réalisation pour Le Petit Criminel
- 1991 : César du meilleur film pour Le Petit Criminel
- 1991 : César du meilleur scénario original ou adaptation pour Le Petit Criminel

#### Courts métrages
- 1969 : Trial (documentaire)
- 1970 : La Voiture électronique (documentaire)
- 1970 : Vitesse oblige (documentaire)
- 1971 : Tous risques (documentaire)
- 1971 : On ne se dit pas tout entre époux d'après un scénario de Gébé
- 1971 : Bol d'or (documentaire)
- 1973 : Laissés pour compte (Les oubliés) (documentaire)[23]
- 1973 : Les Demi-jours (documentaire)[24]
- 1973 : Autour des filets (documentaire de 11 minutes sur les gardiens de but de handball)
- 1991 : Contre l'oubli - segment Pour Anstraum Aman Villagran Morales, Guatémala

### Télévision
- 1982 : L'Arbre
- 1983 : Monsieur Abel
- 1985 : Mangui, onze ans peut-être (documentaire)
- 1990 : Pour un oui ou pour un non
- 1993 : Un homme à la mer
- 1994 : Germaine et Benjamin (version longue en douze épisodes de Du fond du cœur)
- 1995 : Un siècle d'écrivains : Nathalie Sarraute (documentaire)

## Réception critique
Le critique de cinéma Éric Neuhoff, évoquant l'ensemble de l'œuvre de Jacquot, Doillon et Garrel, écrit le 16 février 2024 « se replonger dans leur filmographie est une punition ». Il décrit Doillon comme « illustrant le cinéma d'auteur jusqu'à la caricature », « braillard et sentencieux, verbeux et brouillon », ayant « élevé l'ennui au niveau des beaux-arts ». Un cinéma « prétentieux », « narcissique », et des histoires de « touche-pipi », d'incestes, d'hommes mûrs couchant avec de jeunes adolescentes.